# Palača Krilović
Palača Krilović je palača u Perastu. Palača je peraškog bratstva (kazade) Krilovića. Stilski pripada baroku.

## Smještaj
Nalazi se u zapadnom dijelu Perasta, u predjelu zvanom Penčići, u trećem redu zgrada uz obalu. Prema moru se ulicom dođe do crkve sv. Marka, niz "velju" ulicu se dolazi do rodne kuće Tripa Kokolje i palače Martinović i do crkve sv. Nikole. Uzbrdo se "veljom" ulicom dođe do ostataka građevina koje su pod zaštitom i sve do Magistrale i tvrđave Sv. Križa.
Palača je u ruševnom stanju.